# NGC 600
NGC 600 è una piccola galassia a spirale barrata situata nella costellazione della Balena, a una distanza di circa 75 milioni di anni luce dalla nostra Via Lattea.

## Scoperta
NGC 600 è stata scoperta il 10 settembre 1785 dall'astronomo britannico di origine tedesca William Herschel.

## Descrizione
NGC 600 ha una classe di luminosità IV e presenta una larga riga a 21 cm dell'idrogeno neutro. Nella galassia sono presenti anche regioni di idrogeno ionizzato. È una galassia luminosa nei raggi X.
Data la sua luminosità superficiale pari a 14,32, NGC 600 può essere classificata come una galassia a bassa luminosità superficiale (nella letteratura in lingua inglese abbreviata in LSB, acronimo di Low Surface Brightness). Le galassie LSB sono galassie di tipo diffuso (D) con una luminosità superficiale inferiore di almeno una magnitudine a quella del cielo notturno circostante.

## Gruppo di NGC 584
NGC 600 fa parte del Gruppo di NGC 584, un gruppo di 9 galassie brillanti nel dominio dei raggi X che comprende: NGC 584, NGC 586, NGC 596, NGC 600, NGC 615, NGC 636, IC 127, UGCA 17 e KDG 007.